# Fluoropolímero
El caucho fluorado (FKM) es una goma sintética del grupo de los elastómeros termoestables. Es un termopolímero de hexafluorpropileno, con fluoruro de vinilideno, tetrafluoretileno y etereperfluoro-metilvinilico;  destaca por su excelente resistencia al calor, a los combustibles y a los químicos agresivos. Su principal uso es la extrusión de juntas tóricas

## Historia
El caucho fluorado fue descubierto y desarrollado por la empresa Dupont en 1957 para suplir el hueco en los elastómeros selladores en el campo aeroespacial. Con el paso de los años su uso se ha ido expandiedo hasta la automoción, los fluidos y la química. En la actualidad distintas empresas como pueden ser 3M (Dyneon) y Solvay (Tecnoflon) producen sus propias variantes de este material.

## Comparación entre el caucho natural y el sintético
El caucho natural que viene del látex es en su mayoría isopreno polimerizado con un pequeño porcentaje de impurezas. Esto limita las propiedades de las que puede disponer el material. También, hay limitaciones sobre las proporciones de los dobles enlaces cis y trans resultantes de los métodos de polimerización del látex natural. Esto también limita el rango de las propiedades disponibles del caucho natural, aunque la adición de azufre y la vulcanización son usadas para mejorar las propiedades.
El caucho sintético puede ser hecho a partir de la polimerización de una variedad de monómeros incluyendo al isopreno (2-metil-1,3-butadieno), 1,3-butadieno, cloropreno (2-cloro-1,3-butadieno), e isobutileno (metilpropeno) con un pequeño porcentaje de isopreno para la reticulación. Estos y otros monómeros pueden ser mezclados en varias proporciones deseables para ser copolimerizados para un amplio rango de propiedades físicas, mecánicas, y químicas. Los monómeros pueden ser producidos puros, y la adición de impurezas o aditivos puede ser controlada por diseño para brindar propiedades óptimas. La polimerización de monómeros puros puede ser mejor controlada para dar una proporción deseada de dobles enlaces cis y trans.

## Clasificación
El caucho fluorado puede estar clasificado de dos maneras distintas; según su composición química y la proporción de flúor que contiene. Si lo clasificamos según su composición química nos encontramos que es un  fluoropolímero elastómero del grupo M ( su cadena principal sólo contiene átomos de carbono e hidrógeno y está saturada), el FKM. Este grupo de polímeros elastómeros se subdivide en 4 categorías según la proporción de flúor que contienen:
- Dipolímeros de VF2,  contienen un 66% de flúor. Se aplican principalmente para el sellado en la automoción.
- Terpolímeros de VF2, contienen un 68% de flúor. Su uso se restringe a las juntas de estanqueidad, sellado de sistemas eléctricos y plantas de procesado químico.
- Tetrapolímeros de VF2, contienen un 70% de flúor. Se utilizan para el sellado del motores de combustible oxigenado.

## Propiedades
Las propiedades del caucho fluorado son las siguientes:
- Resistencia química al ozono, a ácidos y a bases (tanto diluidos como concentrados), a hidrocarburos (tanto alifáticos como aromáticos que disuelven otras gomas)  y a disolventes orgánicos.
- Resistencia a aceites, lubricante y aceite mineral.
- Resistencia al ataque del moho, al sol, la humedad y los hongos.
- Temperatura de trabajo entre los -30º hasta los 240 °C.
- Autoextinguible. (No mantiene la combustión cuando se retira de la fuente de ignición.)
- Presenta buenas propiedades eléctricas a bajo voltaje.